# Setodes papuanus
Setodes papuanus är en nattsländeart som beskrevs av Douglas E. Kimmins 1962. Setodes papuanus ingår i släktet Setodes och familjen långhornssländor. Inga underarter finns listade i Catalogue of Life.